# پی‌اس للیا

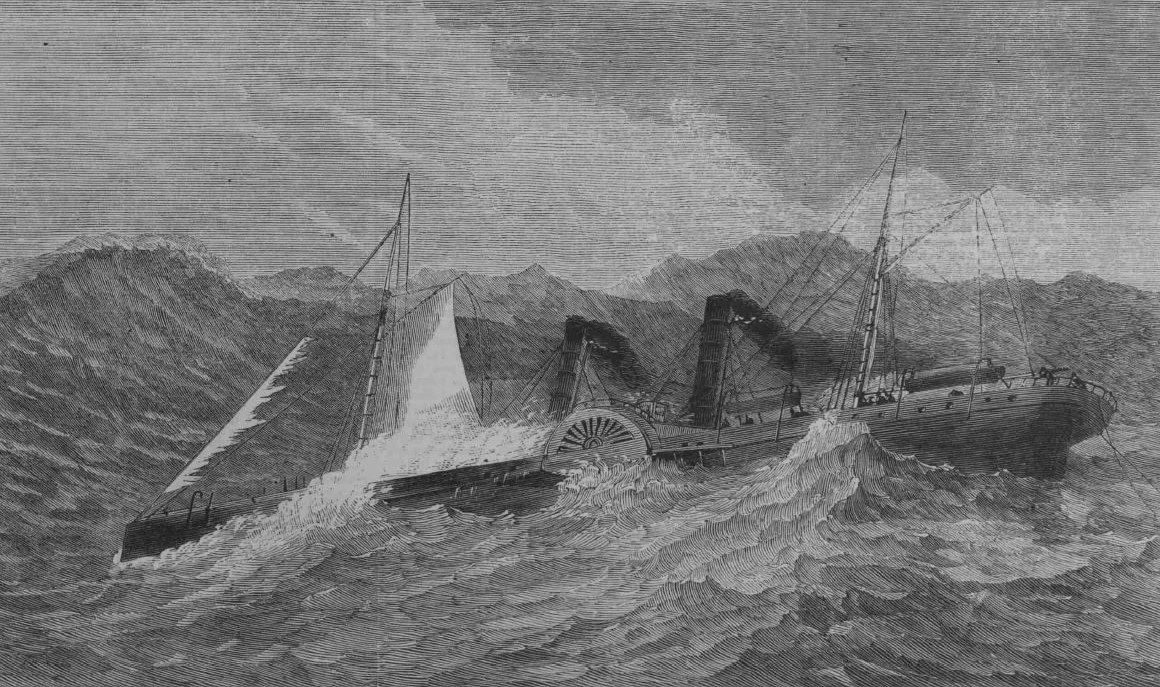
للیا در چالش

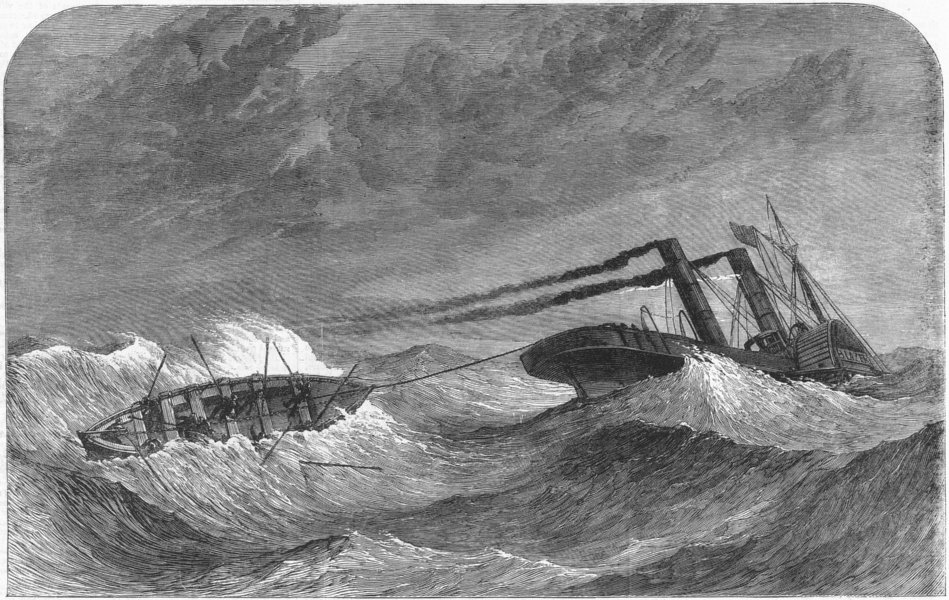
قایق نجات لیورپول ۱ هنگام نجات خدمه للیا

پی‌اس لِلیا (به انگلیسی: PS Lelia) کشتی بخاری بود که در جنگ داخلی آمریکا برای شکستن خطوط محاصره شده توسط ایالات متحده آمریکا مورد استفاده قرار می‌گرفت.
این کشتی بخار در حادثه ای در سال ۱۸۶۵ میلادی در خلیج لیورپول غرق و در نتیجه سبب مرگ ۴۶ نفر شد.

## تاریخچه
للیا به مهندسی ویلیام سی میلر توسط شرکت توکسته به سفارش کنفدراسیون انگلو به طول ۷۷ متر و موتور بخار ۶۴۰ (BRT) با بدنه فولادی که در آن زمان یک ماده غیرمعمول و گران‌قیمت برای ساخت کشی بود با موتورهایی با قدرت ۳۰۰ اسب بخار ساخته شد.

## تجهیز و به آب‌اندازی
پرسنل این کشتی از واحد لفوریدای نیروی دریایی ایالات متحد تأمین و توسط همین واحد تجهیز گردید.
شایان ذکر است دیگر کشتی جنگی نیروهای ایالات متحد، ناو سی‌اس‌اس فلوریدا نیز در همین کارخانه ساخته شده است.
کشتی در تاریخ ۱۴ ژانویه ۱۸۶۵ از رودخانه مرسی خارج و عازم منطقه برمودا - ویلمینگتون کارولینای شمالی شد. مأموریت فرار از محاصره اتحادیه بود.

## سرانجام
للیا در راه لندن با آب و هوای بد شمال ولز روبرو شد، به علت امواج بزرگ لنگرها را از دست داد و آب از طریق عرشه به کشتی وارد شد. سرانجام در نزدیکی فانوس دریایی پرنسی آف غرق شد.
دو قایق نجات کشتی سرنشینان زخمی را خارج نمود اما فقط یک قایق موفق شد به ساحل برسد و حاصل آن، نجات تنها ۱۲ نفر از ۵۱ سرنشین کشتی بود.
روز بعد قایق نجات لیورپول ۱ به صحنه رفت، اما خودش طعمه امواج شد و غرق گردید، که باعث کشته شدن ۷ نفر از ۱۱ خدمه اش شد.